# Фолрад II фон Мансфелд
Фолрад II фон Мансфелд (на немски: Volrath II von Mansfeld: * ок. 1380; † между 16 август и 14 декември 1450) е граф на Мансфелд.
Той е най-малкият син на граф Гебхард IV фон Мансфелд-Кверфурт († 1382) и втората му съпруга графиня Елизабет фон Кефернбург († 1382), дъщеря на граф Гюнтер XII фон Кефернбург и Лорета фон Епенщайн.
Брат е на Албрехт II († 1416) и полубрат на Бурхард VIII († 1392) и Гюнтер I фон Мансфелд († 1412). 
През 1440 г. графовете Фолрад, Гюнтер и Гебхарт фон Мансфелд получават замъка Рамелбург в Мансфелд от архиепископ Гюнтер II фон Магдебург. След множество наследствени подялби Рамелбург отива през 1501 г. на графовете от линията Мансфелд-Хинтерорт.

## Фамилия
Фолрад II се жени през 1431 г. за графиня Анна фон Глайхен († 1 декември 1435), дъщеря на граф Ернст VII фон Глайхен-Тона и Елизабет фон Валдек-Ландау. Те нямат деца.
Фолрад II се жени втори път през 1435 г. за принцеса Магарета (Малгорцата) фон Силезия-Прибус (* 1415/1422; † 9 май 1491), дъщеря на херцог Йохан I фон Саган († 1439) и Схоластика Саксонска († 1463), дъщеря на курфюрст Рудолф III от Саксония-Витенберг († 1419). Те имат децата:
- Фолрад III фон Мансфелд, господар на Рамелбург († 1499), женен за Маргарета фон Хонщайн-Фирраден († 1508)
- Маргарета (Матилда) († сл. 1468), омъжена 1459 г. за граф Йохан фон Байхлинген († 1485)
- Бурхард VII фон Мансфелд, господар на Рамелбург († 1460), женен на 5 ноември 1458 г. за Катарина фон Шварцбург (1442 – 1484)
- Хедвиг († сл. 1477), омъжена за Хайнрих XII фон Гера-Шлайц „Средния“ († 1500)
- Матилда (1436 – 1468), омъжена на 1 юли 1447/1452 г. за граф Хайнрих IX фон Щолберг „Стари“ (1436 – 1511)